# Вельке Ревіштья
Вельке Ревіштья (словац. Veľké Revištia) — село в Словаччині в районі Собранці Кошицького краю. Село розташоване на висоті 112 м над рівнем моря. Населення — 540 чол. Вперше згадується в 1335 році. В селі є бібліотека, спортивний зал, церква та футбольне поле.
1808 року згадується як Horní Rewisste, від 1920-го — Vyšné Revištia.
1957 року засноване сільськогосподарське об'єднання.
Сільська рада в сучасних межах створена 1964 року об'єднанням сільських рад Вельких Ревішть і Ґайдоша.

## Географія
Протікає потік Дреньовець.

## Населення
| Рік:            | 1994. | 2004.   | 2014.   | 2024.   |
| --------------- | ----- | ------- | ------- | ------- |
| Кількість осіб: | 575   | 536     | 522     | 493     |
| Різниця:        |       | -6,78 % | -2,61 % | -5,55 % |

| Рік:            | 2023. | 2024.   |
| --------------- | ----- | ------- |
| Кількість осіб: | 487   | 493     |
| Різниця:        |       | +1,23 % |